# Nasdaq Iceland
Nasdaq Iceland, раніше відома як Ісландська фондова біржа (XICE) (ісл. Kauphöll Íslands) - фондова біржа, розташована в Ісландії. Вона була створена в 1985 році як спільне підприємство кількох банків і брокерських фірм за ініціативою Центрального банку Ісландії. Торгівля розпочалася у 1986 році з ісландських державних облігацій, а торгівля акціями розпочалася у 1991 році. В даний час на біржі котируються найрізноманітніші компанії, в тому числі фірми з роздрібної торгівлі, рибальства, транспорту, банків, страхування та багатьох інших галузей. Через невеликий розмір Ісландській економіки та низьку занальну вартість компаній лістингу, багато компаній, що торгуються на Nasdaq Iceland, є відносно невеликими і відносно неліквідними.
Вся внутрішня торгівля ісландськими облігаціями, акціями та пайовими фондами відбувається на Nasdaq Iceland. Облігації та акції регулярно торгуються, хоча ліквідність є невеликою порівняно з іншими біржами. Наразі на ринку не котируються пайові інвестиційні фонди. З моменту свого заснування XICE використовувала різні електронні системи. З 2000 року вона використовує систему SAXESS альянсу NOREX, яка дозволяє здійснювати перехресний лістинг акцій на фондових біржах Нордичних країн. Жодна іноземна компанія не котирується безпосередньо на Nasdaq Iceland, оскільки малий розмір і неліквідність ринку робить такий крок зайвим. І навпаки, лише кілька ісландських фірм мають лістинг за кордоном, включаючи DeCODE. Облігації Фарерських островів були включені до лістингу від імені Фарерський ринку цінних паперів (Virðisbrævamarknaður Føroya) в листопаді 2003 року, а з грудня 2007 року чотири фарерські компанії були включені до лістингу на Nasdaq Iceland.
З 1 січня 1999 року XICE працює як приватна компанія, власниками якої є компанії, що котируються на біржі (29%), фірми-члени (29%), Центральний банк Ісландії (16%), пенсійні фонди (13%) та Асоціація малих інвесторів (13%).
Нинішнім президентом фондової біржі є Палл Хардарсон. XICE погодилась на поглинання більшим конкурентом OMX Nordic Exchange 19 вересня 2006 р.
6 жовтня 2008 року Управління фінансового нагляду Ісландії вирішило тимчасово призупинити торгівлю фінансовими інструментами регульованого ринку, випущеними Glitnir, Kaupthing Bank, Landsbanki, Straumur Investment Bank, Spron та Exista. Коли біржа знову відкрилася 14 жовтня, фондовий індекс впав на 76%.
Після досягнення свого передкризового піку 20 липня 2007 року у 3495,28, індекс OMX Iceland All-Shares впав до рівня 167,77 8 квітня 2009 року, тобто на 95,2%. Дев'ять років по тому індекс ще не досяг 670. Станом на червень 2022 року індекс OMX Iceland All-Shares становив 2 291,13.